# Открытый чемпионат Дании по теннису
Открытый чемпионат Дании — ежегодный профессиональный теннисный турнир среди женщин, проводившийся между 2008-м и 2012-м годами.
Соревнования проходили в Оденсе и Копенгагене на крытых хардовых кортах.

## Общая информация
Элитное соревнование профессионального женского тура было создано в Дании накануне сезона-2008: на волне роста результатов сильнейшей датской теннисистки того времени Каролина Возняцки был организован приз в её родном городе Оденсе. Первый турнир вошёл в календарь тура ITF, имея максимальный по его меркам призовой фонд в 100 тысяч долларов. Соорганизатором турнира выступил менеджмент теннисистки.
Первое соревнование пользовалось успехом, но в 2009-м году организаторы решили сменить арену, переведя турнир в комплекс Farum Arena в городке Фарум, в предместьях Копенгагена. Из-за организационных накладок турнир-2009 был в последний момент отменён, но через год первый фарумский приз был всё же проведён, более того — удалось найти достаточное финансирование и выкупить под соревнование лицензию турнира WTA.
Из-за особенностей календаря WTA того времени хорошего периода для проведения зального турнира не нашлось и соревнование каждый год меняло своё время проведения — играясь то перед US Open Series, то между грунтовым и травяным сезоном, то перед началом грунтового сезона. Данный факт плохо сказывался на составе турнира и у Возняцки было мало реальных соперниц в борьбе за одиночный титул. Итогом подобного развития событий стали регулярные финалы Каролин на домашнем турнире, три из четырёх закончившихся победами датчанки.
В 2012-м году, из кризиса результатов Возняцки, турнир постепенно утратил популярность у зрителей и датская федерация отказалась от его проведения. Освободившуюся лицензию выкупили инвесторы из польского Катовице.

## Финалы прошлых лет

### Одиночный турнир
| Год        | Чемпион               | Финалист          | Счёт финала |
| ---------- | --------------------- | ----------------- | ----------- |
| Копенгаген |                       |                   |             |
| 2012       | Анжелика Кербер       | Каролина Возняцки | 6-4 6-4     |
| 2011       | Каролина Возняцки (3) | Луция Шафаржова   | 6-1 6-4     |
| 2010       | Каролина Возняцки (2) | Клара Закопалова  | 6-2 7-6(5)  |
| Оденсе     |                       |                   |             |
| 2008       | Каролина Возняцки     | София Арвидссон   | 6-2 6-1     |

### Парный турнир
| Год  | Чемпионы                         | Финалисты                              | Счёт финала    |
| ---- | -------------------------------- | -------------------------------------- | -------------- |
| 2012 | Кимико Датэ-Крумм Рика Фудзивара | София Арвидссон Кайя Канепи            | 6-2 4-6 [10-5] |
| 2011 | Юханна Ларссон Ясмин Вёр         | Катажина Питер Кристина Младенович     | 6-3 6-3        |
| 2010 | Юлия Гёргес Анна-Лена Грёнефельд | Виталия Дьяченко Татьяна Пучек         | 6-4 6-4        |
| 2008 | Сара Борвелл Кортни Нагль        | Габриэла Хмелинова Мервана Югич-Салкич | 6-4 6-4        |